# Jordbävningen i Assam 1950
Jordbävningen i Assam 1950 var en jordbävning med styrka 8,6 på momentmagnitudskalan som inträffade den 15 augusti 1950 och hade sitt epicentrum i närheten av Rima i Tibet. Det kallas därför också ofta ”Jordbävningen i Assam-Tibet 1950”. Djupet beräknades till 15 km och berörde Indien och Tibet. Skalvet var av typen Strike-slip-förkastning  I Indien drabbades huvudsakligen delstaten Assam i nordöstra Indien. Mellan 1500 och 3300 människor beräknas ha omkommit i jordskalvet.
Det var den största jordbävningen som registrerats på land och den sjätte största jordbävningen under 1900-talet. Det är också den största kända jordbävningen som inte orsakats av en subduktion i oceanen. Den orsakades istället av kontinentalplattor som kolliderade.

## Geologi
Fältstudier av den seismiska historien i nordöstra Indien har utförts av forskare vid NGRI (National Geophysical Research Institute) och vid Fysikinstitutet i Bhubaneswar. Man har då hittat tecken på tidigare seismisk aktivitet i bland annat floden Dihing. Med C-14-metoden har avlagringarna daterats till ungefär 500 år sedan, vilket skulle stämma med en jordbävning i området som skedde 1548.

## Bakgrund och ögonvittnesberättelser
Även om jordbävningen oftast kallas “Jordbävningen i Assam” var den egentligen inte en jordbävning i Indien. Epicentrum låg i närheten av Rima, i det nutida häradet Dzayul, i Tibet, och den kallas därför också ibland ”Jordbävningen i Assam-Tibet”. I Assam blev förstörelsen i förlorade egendomar större än vid jordbävningen 1897, som var av magnitud 8,3. Jordskalvets skadegörelse förvärrades av översvämningar, när floderna i området förde med sig stora mängder sand, lera, träd och andra spillror från skalvet. Stora jordskred förändrade landskapet påtagligt, vilket fotograferades av piloter som flög över katastrofområdet.
Den enda skildringen av någon som var på plats vid epicentrum, gavs av botanikern F. Kingdon-Ward, som vid tillfället befann sig i Rima. Han bekräftar våldsamma skalv, jordskred och översvämning, men ägnar huvuddelen av beskrivningen åt sina vedermödor för att ta sig ut ur Tibet och åter till Indien. En färskare redogörelse för händelserna lämnas i boken "Once I Was Young" av Helen Myers Morse (2003). Det är publicerade brev från hennes tid i Burma, inom det område där skalvet märktes av.
Jordbävningen följdes av många efterskalv, varav många översteg magnitud 6. Efterskalvens epicenter registrerades och Dr. Tandon vid Indiska seismiska institutet kunde fastslå att den seismiska aktiviteten vid detta jordbävning täckte ett mycket stort område, från 90–97 grader östlig longitud, med epicentrat för det största skalvet nära nog längst österut i det aktiva området.
Ett av efterskalven ett par dagar senare, längre västerut, var ännu mer påtagligt i Assam än huvudskalvet, vilket fick journalister att tro att det var ännu större. En typisk sammanblandning av ett jordskalvs magnitud och dess intensitet. 
Seicher observerades efter skalven så långt bort som i Norge och England. Vallar blockerade tillflödena till Brahmaputra, som bröt sitt lopp på flera ställen. Vid Subansiri bröts loppet åtta dagar senare och den flodvåg som följde var sju meter hög, dränkte ett antal byar och skördade mer än 500 människoliv.
Med en magnitud av 8,6 på Richterskalan kom jordbävningen att betecknas som den viktigaste sedan de seismiska stationerna infördes.